# Rues Adolf-Hitler

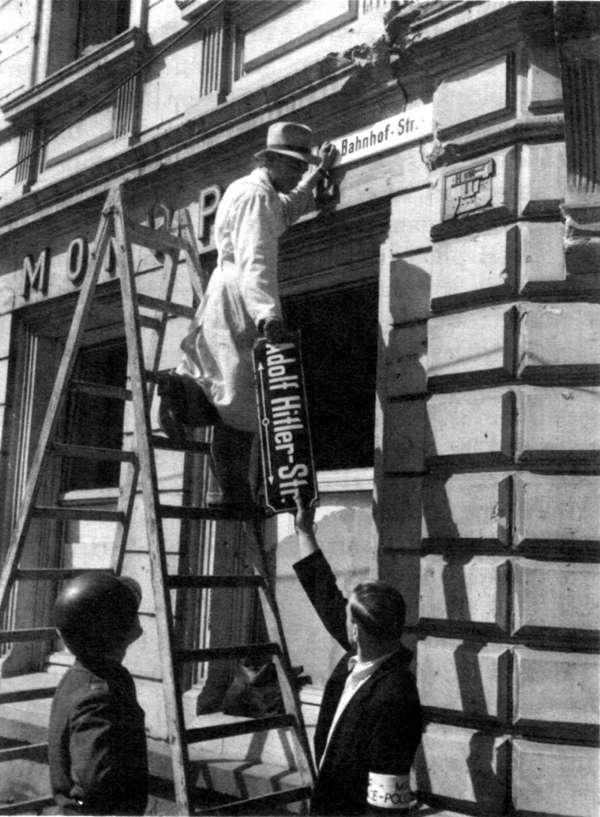
Changement de nom de rue dans la ville de Trèves après la guerre. On renomme l'« Adolf-Hitler-Straße » en « Bahnhofstraße » (rue de la Gare).

Cet article sur les rues Adolf-Hitler présente une liste non exhaustive des rues, places et endroits de passage nommés en l'honneur d’Adolf Hitler, chancelier allemand entre 1933 et 1945 et Führer de l’Allemagne nazie. Elles sont renommées après la fin de la Seconde Guerre mondiale dans le cadre de la dénazification.

## Histoire
Le zèle avec lequel les autorités allemandes municipales ont tenté, rapidement après la prise du pouvoir d’Hitler, de jouer leur rôle dans le « soulèvement national » (en allemand : Erhebung) s’illustre par la pratique de donner la citoyenneté honoraire de villes à Hitler, et plus encore en renommant une rue (Straße), une place (Platz), une promenade (Anlage), une avenue (Damm, Allee), un stade (Kampfbahn), ou un pont (Brücke) du nom du nouveau chancelier. Dès mars et avril 1933, une vague de renommages balaye ainsi un grand nombre de villes allemandes. La plupart des exemples de cette liste proviennent de cette période.

## Liste de voies
- Adolf-Hitler-Straße : rue Adolf-Hitler
- Adolf-Hitler-Allee : allée Adolf-Hitler
- Adolf-Hitler-Platz : place Adolf-Hitler
- Adolf-Hitler-Brücke : pont Adolf-Hitler

| Ville                                    | Nom entre 1933 et 1945 | Nom avant 1933/après 1945                                                                     |
| ---------------------------------------- | --- | --------------------------------------------------------------------------------------------- |
| Berlin                                   | Adolf-Hitler-Platz (Charlottenburg ; un nouveau nom était prévu après l’hypothèse d’une victoire de la Seconde Guerre mondiale) | Reichskanzlerplatz/ Place Theodor-Heuss/Theodor-Heuss-Platz                                   |
| Brême                                    | Adolf-Hitler-Brücke (Lüderitzbrücke après 1939)                                                                                 | Grosse Weserbrücke (démoli en 1961)                                                           |
| Brême                                    | Adolf-Hitler-Brücke (construit en 1939)                                                                                         | Westbrücke/Stephaniebrücke                                                                    |
| Brême                                    | Adolf-Hitler-Platz (Hemelingen)                                                                                                 | Rathausplatz                                                                                  |
| Brême                                    | Adolf-Hitler-Platz (Lesum) | An der Lesumer Kirche                                                                         |
| Brême                                    | Adolf-Hitler-Straße (Aumund) | Hammersbecker Straße                                                                          |
| Brême                                    | Adolf-Hitler-Straße (Lesum) | Kellerstraße                                                                                  |
| Breslau (maintenant Wrocław, Pologne)    | Adolf-Hitler-Straße | Friedrich-Ebert-Straße/ulica Mickiewicza                                                      |
| Cologne                                  | Adolf-Hitler-Platz | Platz der Republik/Deutscher Platz (Ebertplatz après 1950)                                    |
| Cracovie, Pologne                        | Adolf-Hitler-Platz (1939–1944)                                                                                                  | Place du Marché (Rynek Główny)                                                                |
| Dortmund                                 | Adolf-Hitler-Allee | Hainallee                                                                                     |
| Düsseldorf                               | Adolf-Hitler-Platz | Graf-Adolf-Platz                                                                              |
| Düsseldorf                               | Adolf-Hitler-Straße | Haroldstraße                                                                                  |
| Essen                                    | Adolf-Hitler-Platz | Burgplatz                                                                                     |
| Essen                                    | Adolf-Hitler-Straße | Kettwiger Straße ; Viehofer Straße                                                            |
| Francfort-sur-le-Main                    | Adolf-Hitler-Anlage | Gallus-Anlage                                                                                 |
| Hagondange                               | Adolf-Hitler-Straße | Rue de la Gare                                                                                |
| Hambourg                                 | Adolf-Hitler-Platz | Rathausmarkt                                                                                  |
| Hambourg                                 | Adolf-Hitler-Straße (Winterhude)                                                                                                | Bebelallee                                                                                    |
| Hambourg                                 | Adolf-Hitler-Platz (Altona) | Platz der Republik                                                                            |
| Hambourg                                 | Adolf-Hitler-Damm (Wandsbek) | Friedrich-Ebert-Damm                                                                          |
| Hambourg                                 | Adolf-Hitler-Straße (Wilhelmsburg)                                                                                              | Wilhelmsburger Reichsstraße                                                                   |
| Hanovre                                  | Adolf-Hitler-Platz (Hermann-Göring-Platz après le 15 septembre 1933)                                                            | Corvinusplatz                                                                                 |
| Hanovre                                  | Adolf-Hitler-Platz | Theaterplatz                                                                                  |
| Hanovre                                  | Adolf-Hitler-Straße | Bahnhofstraße                                                                                 |
| Kiel                                     | Adolf-Hitler-Platz | Neumarkt/Rathausplatz                                                                         |
| Königsberg                               | Adolf-Hitler-Platz (Königsberg)                                                                                                 | Hansaplatz / place de la Victoire                                                             |
| Litzmannstadt (maintenant Łódź, Pologne) | Adolf-Hitler-Straße (1939–1944)                                                                                                 | ulica Piotrkowska                                                                             |
| Metz                                     | Adolf-Hitler-Straße | Avenue Robert Schumann - Avenue Leclerc de Hautecloque - Rue de Verdun                        |
| Mulhouse                                 | Adolf-Hitler-Straße (en 1940, pendant quelques semaines)                                                                        | Rue du Sauvage (ou Wildemannstraße de 1940 à 1945)                                            |
| Munich                                   | Adolf-Hitler-Platz (Passing) | Avenariusplatz                                                                                |
| Munich                                   | Adolf-Hitler-Allee (Solln) | Diefenbachstraße                                                                              |
| Munich                                   | Adolf-Hitler-Straße (Obermenzing)                                                                                               | Verdistraße                                                                                   |
| Munich                                   | Adolf-Hitler-Straße (Untermenzing)                                                                                              | Eversbuschstraße                                                                              |
| Munich                                   | Adolf-Hitler-Straße (Allach) | Vesaliusstraße                                                                                |
| Munich                                   | Adolf-Hitler-Straße (Aubing) | Limesstraße                                                                                   |
| Munich                                   | Adolf-Hitler-Straße (Lochhausen)                                                                                                | Schussenrieder Straße                                                                         |
| Nuremberg                                | Adolf-Hitler-Platz | Hauptmarkt (provisoirement place du Général-Mike O'Daniel après la libération de l'Allemagne) |
| Riga, Lettonie                           | Adolf-Hitler-Allee (1942–1944) Adolf-Hitler-Straße (1942–1944)                                                                  | Brīvības bulvāris Brīvības iela                                                               |
| Sarrebruck                               | Adolf-Hitler-Straße (1935–1945)                                                                                                 | Bahnhofstraße                                                                                 |
| Stuttgart                                | Adolf-Hitler-Straße | Planie                                                                                        |
| Stuttgart                                | Adolf-Hitler-Platz (Birkach) | Bei der Linde                                                                                 |
| Stuttgart                                | Adolf-Hitler-Platz (Stammheim)                                                                                                  | —                                                                                             |
| Stuttgart                                | Adolf-Hitler-Straße (Feuerbach)                                                                                                 | Stuttgarter Straße                                                                            |
| Stuttgart                                | Adolf-Hitler-Straße (Plieningen)                                                                                                | Paracelsusstraße                                                                              |
| Stuttgart                                | Adolf-Hitler-Straße (Möhringen)                                                                                                 | Laustraße                                                                                     |
| Stuttgart                                | Adolf-Hitler-Straße (Vaihingen)                                                                                                 | Böblinger Straße/Hauptstraße                                                                  |
| Stuttgart                                | Adolf-Hitler-Kampfbahn (Bad Cannstatt)                                                                                          | Neckarstadion                                                                                 |
| Tallinn, Estonie                         | Adolf-Hitler-Straße (1942–1944)                                                                                                 | Narva maantee                                                                                 |
| Vienne                                   | Adolf-Hitler-Platz (1938–1945)                                                                                                  | Rathausplatz                                                                                  |
| Varsovie, Pologne                        | Adolf-Hitler-Platz (1939–1944)                                                                                                  | Plac Piłsudski                                                                                |
| Zittau                                   | Adolf-Hitler-Straße | —                                                                                             |

### Bulgarie
En Bulgarie :
- Le boulevard Evlogui-Georgiev, baptisé boulevard Adolf-Hitler (бул. Адолф Хитлер) de 1940 à 1944.

### France
En France, plusieurs voies et places publiques, notamment en Alsace, sont baptisées du nom du Führer allemand, lors de l'occupation de la France par l'Allemagne :
- la rue du Sauvage, à Mulhouse, aurait été baptisée quelques jours Adolf-Hitler-Straße en 1940, puis c'est la place de la Réunion qui aurait été nommée Adolf-Hitler-Platz[4],
- la rue des Barons de Fleckenstein, à Soultz-sous-Forêts, baptisée Adolf-Hitler-Straße à partir de 1940[5],
- la place Broglie, à Strasbourg, baptisée Adolf-Hitler-Platz de 1940 à 1945[6].
- la rue de la gare, à Hagondange, baptisée Adolf-Hitler-Straße de 1940 à 1944 (deuxième annexion)[1]

### Ukraine
En Ukraine :
- la perspective Svobody, à Lviv, baptisée Adolf-Hitler-Platz de 1942 à 1944.

## Galerie de photographies

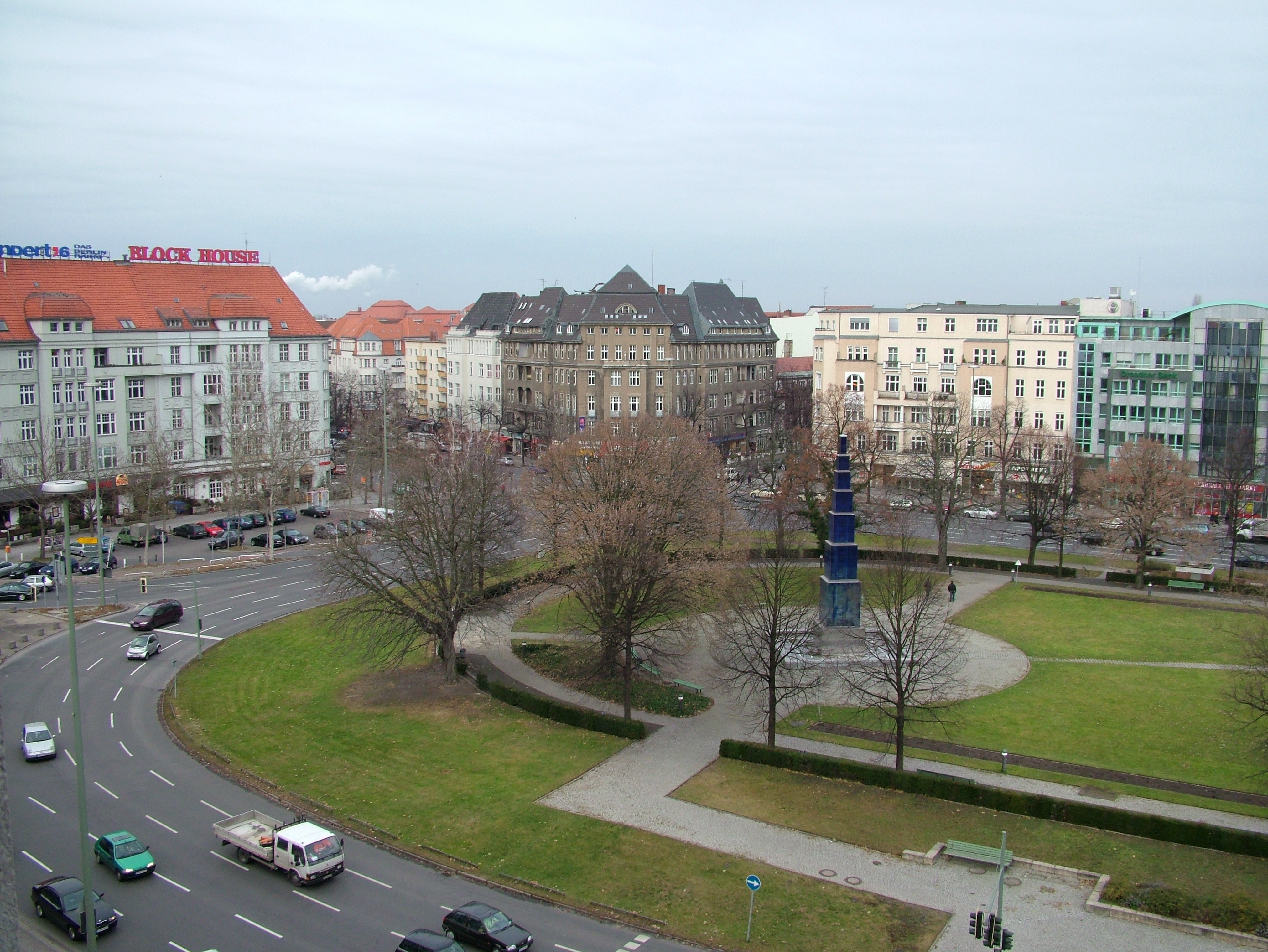
La place Theodor-Heuss de Berlin en 2005 (Theodor-Heuss-Platz) ; place Adolf-Hitler pendant le Troisième Reich. La station de métro homonyme est également renommée.
Carte postale de l’Adolf-Hitler-Platz, à Kutno, en Pologne occupée.
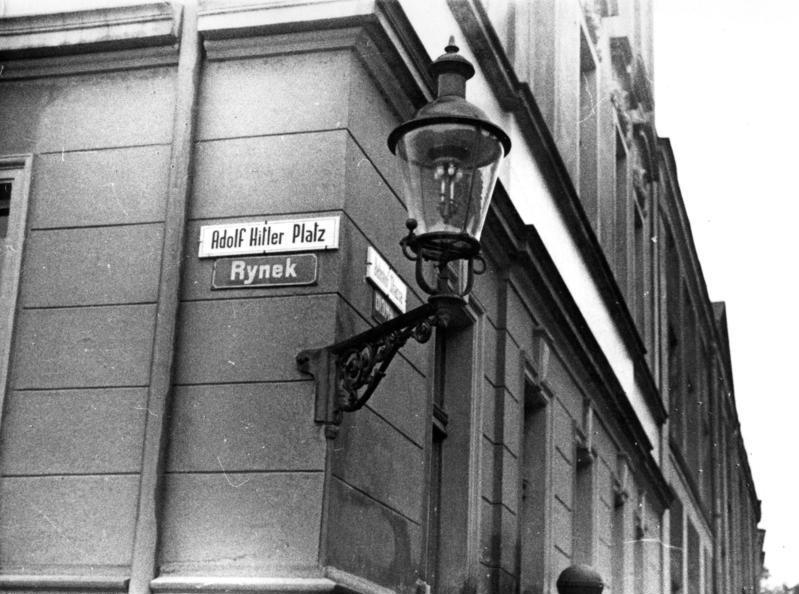
Adolf-Hitler-Platz à Jarotschin, en Pologne occupée.

## Sources
- (en) Cet article est partiellement ou en totalité issu de l’article de Wikipédia en anglais intitulé « Streets named after Adolf Hitler » (voir la liste des auteurs).